# Sierwatervogel

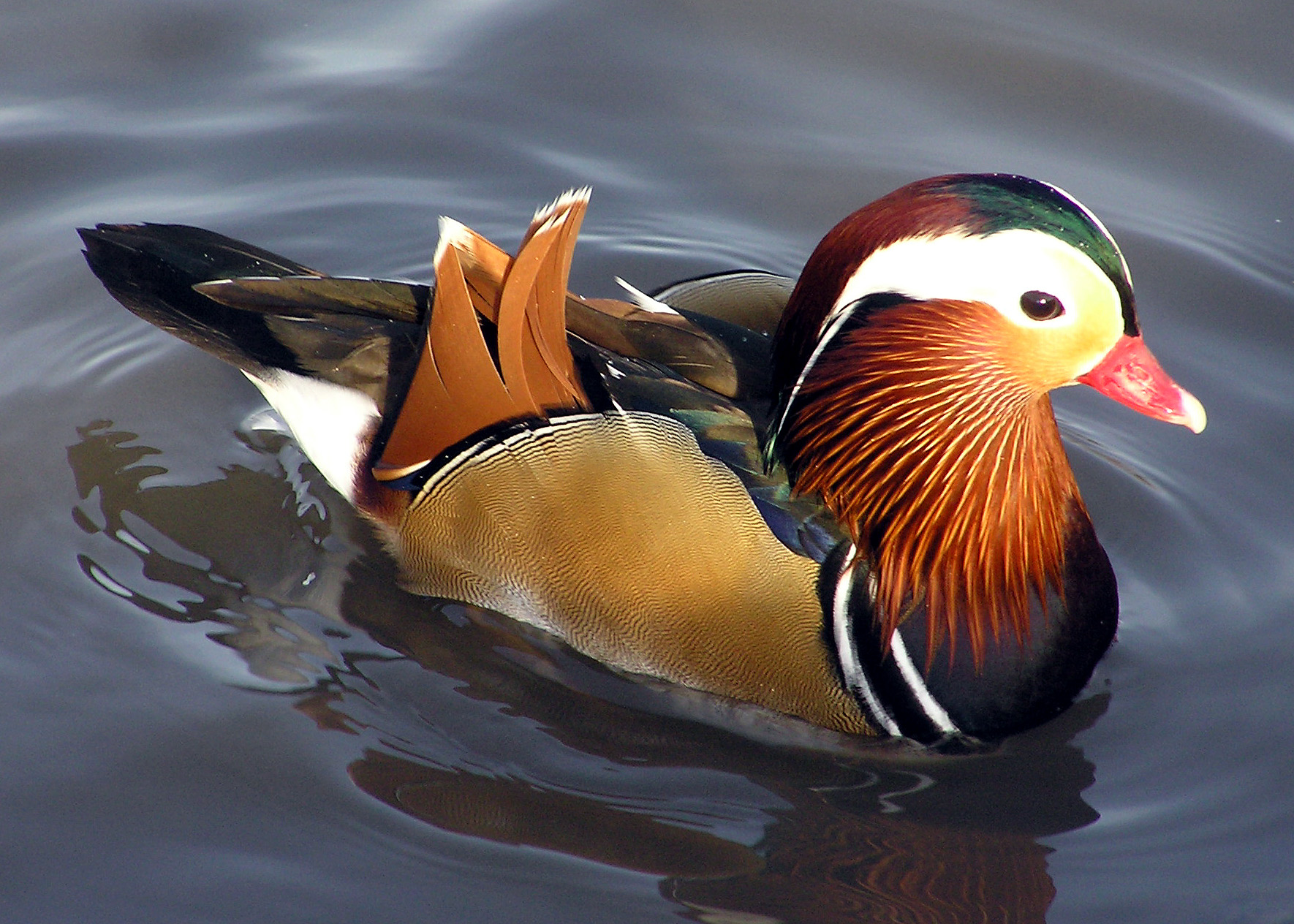
Mandarijneend woerd

Sierwatervogels zijn watervogels (Anseriformes) die door mensen worden gehouden en gekweekt vanwege hun sierlijke verenkleed en vaak bijzondere gedrag. Het gaat hierbij om alle oorspronkelijke soorten eenden, ganzen en zwanen die men ook in de natuur kan aantreffen. Het betreft zowel de exotische als ook de inheemse soorten. Gedomesticeerde rassen worden niet tot de sierwatervogels gerekend, maar tot de tamme watervogels.
Sierwatervogels worden veelal in omsloten tuinen, parken of volières gehouden, waarbij ze telkens de beschikking hebben over een vijverpartij. Hun verblijf wordt steeds natuurgetrouw aangelegd zodat de vogels hun natuurlijke gedrag kunnen vertonen.
In Nederland zijn er enkele verenigingen die de belangen van sierwatervogelhouders behartigen, zoals Aviornis en de KLN.

## Soorten
Men spreekt bij sierwatervogels altijd over soorten en niet over rassen. Enkele veel gekweekte soorten zijn de mandarijneend, carolina-eend, bergeend, smient, brandgans, roodhalsgans, knobbelzwaan en zwarte zwaan. Zee-eenden zoals de ijseend en eidereend worden minder frequent gehouden omdat ze hogere eisen stellen aan huisvesting, voeding en verzorging.